# Radicaal 190
Van de in totaal 214 Kangxi-radicalen heeft radicaal 190 de betekenis haar. Het is een van de acht radicalen die bestaat uit tien strepen.
In het Kangxi-woordenboek zijn er 243 karakters die dit radicaal gebruiken.

## Karakters met het radicaal 190

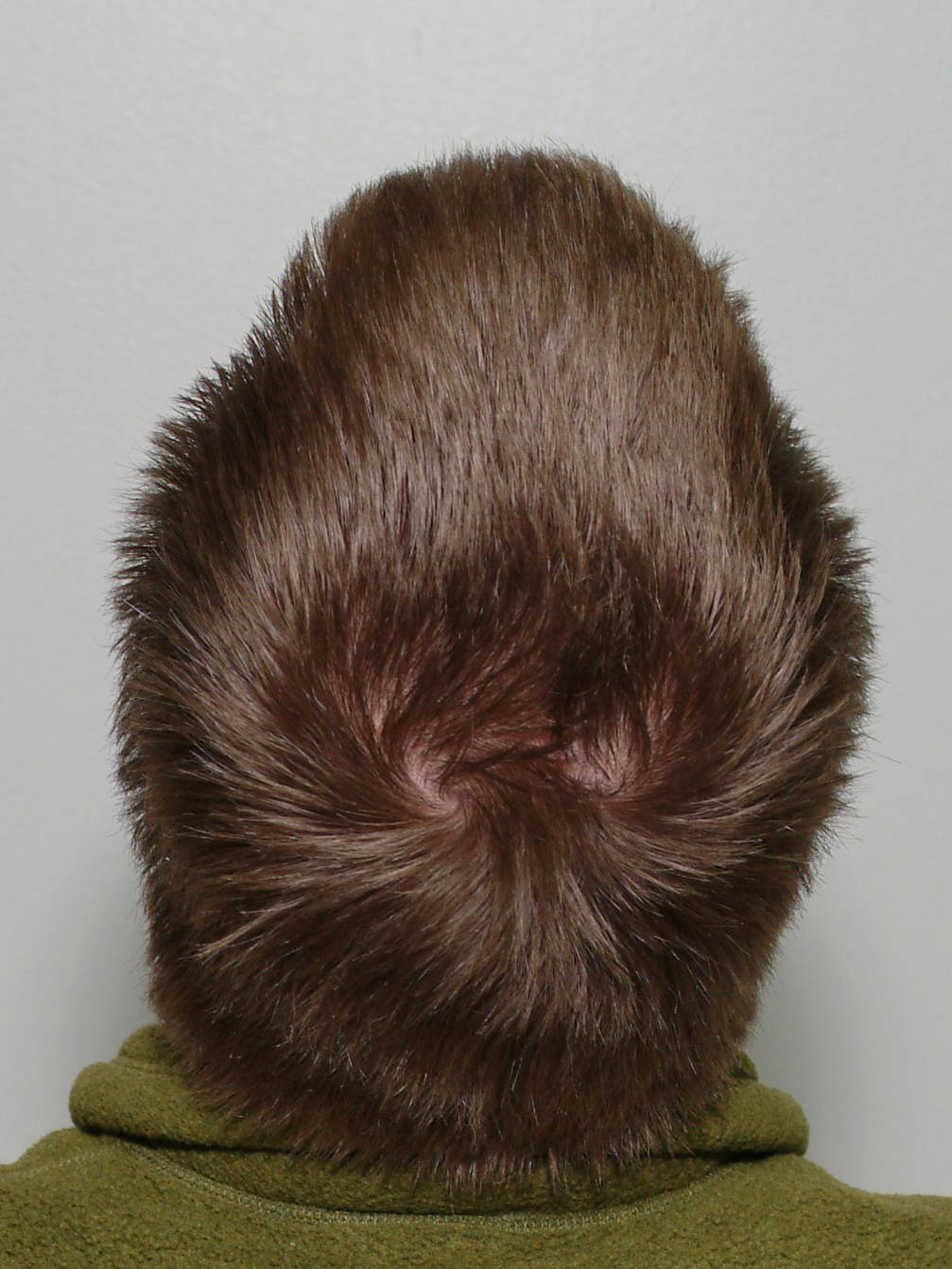
Haar

| Strepen | Karakter                      |
| ------- | ----------------------------- |
| + 0     | 髟                            |
| + 2     | 髠                            |
| + 3     | 髡 髢                         |
| + 4     | 髣 髤 髥 髦 髧 髨 髩 髪       |
| + 5     | 髫 髬 髭 髮 髯 髰 髱 髲 髳 髴 |
| + 6     | 髵 髶 髷 髸 髹 髺 髻 鬇       |
| + 7     | 髼 髽 髾 髿 鬀 鬁 鬂          |
| + 8     | 鬃 鬄 鬅 鬆 鬈                |
| + 9     | 鬉 鬊 鬋 鬌 鬍 鬎 鬏          |
| + 10    | 鬐 鬑 鬒 鬓                   |
| + 11    | 鬔 鬕 鬖 鬗 鬘 鬝             |
| + 12    | 鬙 鬚 鬛 鬜                   |
| + 13    | 鬞 鬟 鬠                      |
| + 14    | 鬡 鬢                         |
| + 15    | 鬣                            |
| + 17    | 鬤                            |